# Jardin de Saxe (Varsovie)
Jardin de Saxe (en polonais : Ogród Saski), est un espace vert de 15,5 hectares situé dans l'arrondissement de Śródmieście à Varsovie (Pologne).
Il a été créé à la fin du XVIIe siècle et ouvert au public en 1727. C'est l'un des premiers parcs urbains publics dans le monde.

## Histoire

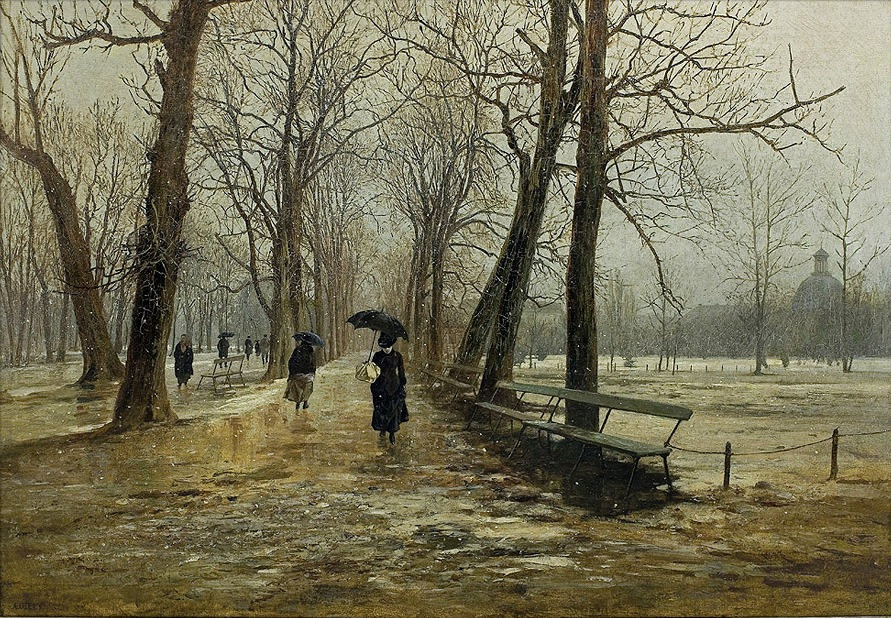
Jardin de Saxe peint par Aleksander Gierymski en 1887.

Le jardin saxon tire son nom de la période où la Saxe était unie à la Pologne.
Le peintre Aleksander Gierymski l'a peint à huile en 1887.